# Rönnskärs IF
Der Rönnskärs IF ist ein 1925 gegründeter schwedischer Sportklub aus Rönnskär.

## Geschichte
Der Verein wurde 1925 gegründet. Die Eishockeyabteilung nahm in den Spielzeiten 1957/58, 1959/60 und 1965/66 jeweils am Spielbetrieb der Division 1, der damals noch höchsten schwedischen Spielklasse, teil, stieg jedoch in jedem Jahr sofort wieder in die zweitklassige Division 2 ab. Im Jahr 1972 schloss sich die Eishockeyabteilung von Rönnskärs IF und Clemensnäs IF zusammen und gründeten den Clemensnäs HC.
Die Fußballabteilung des Rönnskärs IF spielte mehrere Jahre lang in der dritten schwedischen Spielklasse. 

## Bekannte Sportler
- Peter Helander (Eishockey)